# Paskajärvi (Pajala socken, Norrbotten, 749650-183804)
Paskajärvi är en sjö i Pajala kommun i Norrbotten och ingår i Torneälvens huvudavrinningsområde.